# Synegia divergens
Synegia divergens är en fjärilsart som beskrevs av Eugen Wehrli 1939. Synegia divergens ingår i släktet Synegia och familjen mätare. Inga underarter finns listade i Catalogue of Life.